# Luc Collès
 (août 2023).
Luc Collès est un universitaire belge, spécialiste de l'enseignement du français comme langue étrangère (FLE), et enseignant à l'Université catholique de Louvain. Il supervise les formations de la CEDEFLES (Cellule de français langue étrangère), est membre de la FIPF (Fédération internationale des professeurs de français)  via l'ABPF (Association belge des professeurs de français).
Il a longtemps enseigné le français langue maternelle (FL1) dans le secondaire (général, technique et professionnel) et le français langue étrangère (FLE) à l'Alliance française de Bruxelles.
Depuis octobre 2013, il est professeur émérite de didactique du FLE et du français langue seconde (FLS) à l’UCL (Louvain-la-Neuve, Belgique) où il a été membre du CEDILL, le Centre de recherche en didactique des langues et littératures romanes, et du CRIPEDIS, le Centre de recherche interdisciplinaire sur les pratiques enseignantes et les disciplines scolaires.
Ses recherches se situent surtout dans le domaine de la didactique de l'interculturel et de l’enseignement du français aux jeunes issus de l’immigration. Ces dernières années, il a orienté ses recherches interculturelles vers l'interreligieux.
Il meurt le 20 novembre 2017.

## Parcours
D'abord professeur de latin et de français dans le secondaire, il devient assistant au Département d'études romanes. Il combinera longtemps ces deux activités. Il ne quitte l'école pour l'université qu'en 1996, passant précédemment par l'Alliance française et des écoles bruxelloises à forte population étrangère.  En vingt ans, il a développé à l'UCL une filière FLE à l'intérieur de la licence en romane, un DES, un DEC devenu master. 
Jusqu'en 2012-2013, il enseigne dans le master FLE (master en langues et littératures romanes, orientation FLE) les cours de didactique du FLE et de l'interculturel, français de spécialité, enseignement du français aux jeunes issus de l'immigration et il anime des séminaires : méthodologie de la recherche en FLE/S et réflexion sur des pratiques d'enseignement des langues. Il donne aussi cours en BAC2 et en BAC3 de théories et pratiques culturelles. Le stage d'été en didactique du FLE et le certificat d'université sont  des avatars de ses nombreuses initiatives. 
Il enseigne par ailleurs la didactique du fait religieux à l'Institut de formation pour l'étude et l'enseignement des religions de Dijon en abordant la culture arabo-musulmane, notamment à travers la littérature maghrébine de langue française et la littérature migrante (Belgique - France - Québec - Suisse). 
Il a aussi développé une association sans but lucratif, Enseignants sans frontières qui s'occupe de formation continue dans les pays en développement. 
Ses travaux sur la didactique de l'interculturel sont très nombreux.
Il retrace lui-même son itinéraire intellectuel dans l'article « Itinéraire d'un professeur de littérature (1968-2002) ».

## Sources
1. ↑  « uclouvain.be/29245.html »(Archive.org • Wikiwix • Archive.is • Google • Que faire ?).
2. ↑  « fipf.org/federation/presentati… »(Archive.org • Wikiwix • Archive.is • Google • Que faire ?).
3. ↑  « uclouvain.be/cripedis.html »(Archive.org • Wikiwix • Archive.is • Google • Que faire ?).
4. ↑  « Interculturel et didactique des langues », sur academieroyale.be (consulté le 15 avril 2023).
5. ↑  http://www.algr.be/documents/necros/luccolles-20171127.pdf
6. ↑  Lavenir.net, « ESF a fêté ses quinze ans », L'Avenir,‎ 4 mai 2010 (lire en ligne , consulté le 10 septembre 2020).
7. ↑  « Abpf : Association belge des professeurs de français », sur abpf.be (consulté le 15 avril 2023).
8. ↑  Alaindependant, « Itinéraire d’un professeur de français (1968-2012) », sur canalblog.com, A l'indépendant, 13 juillet 2011 (consulté le 10 septembre 2020).